# Pontestura
Pontestura, (Pundastüra en piemontès) és un municipi situat al territori de la província d'Alessandria, a la regió del Piemont (Itàlia).
Limita amb els municipis de Camino, Casale Monferrato, Cereseto, Coniolo, Morano sul Po, Ozzano Monferrato, Serralunga di Crea i Solonghello.
Pertanyen al municipi les frazioni de Cascine Lunghe, Castagnone, Quarti i Rocchetta.